# A. O. Smith
A. O. Smith Corporation (NYSE: AOS) er en amerikansk producent af vandvarmere og kedler. De leverer også produkter til vandbehandling og vandrensning.
A. O. Smith Corporation blev etableret i 1874 af Charles Jeremiah Smith som C. J. Smith and Sons, som en producent af barnevogne og cykler.